# Иназава
Иназава (јап. 稲沢市) град је у Јапану у префектури Аичи. Према попису становништва из 2005. у граду је живело 136.965 становника.

## Становништво
Према подацима са пописа, у граду је 2005. године живело 136.965 становника.
| 1995.   | 2000.   | 2005.   |
| ------- | ------- | ------- |
| 135.080 | 136.938 | 136.965 |